# Quierzy
Quierzy település Franciaországban, Aisne megyében. Lakosainak száma 419 fő (2022. január 1.). Quierzy Bourguignon-sous-Coucy, Camelin, Manicamp, Marest-Dampcourt, Appilly és Brétigny községekkel határos.

## Népesség
A település népességének változása:
| Lakosok száma | 335  | 342  | 362  | 414  | 431  | 430  | 420  | 411  | 409  | 419  |
|               | 1968 | 1982 | 1990 | 2006 | 2013 | 2015 | 2017 | 2019 | 2020 | 2022 |